# Euphysomma brevia
Euphysomma brevia är en nässeldjursart som först beskrevs av Uchida 1947.  Euphysomma brevia ingår i släktet Euphysomma och familjen Corymorphidae. Inga underarter finns listade i Catalogue of Life.